# 伊利耶·納斯塔塞
伊利·納斯塔塞（羅馬尼亞語：Ilie Năstase，1946年7月19日—），羅馬尼亞前職業網球運動員，單打最高世界排名第一，兩座大滿貫得主，國際網球名人堂成員。

## 網球生涯
他是ATP史上9位單打和雙打冠軍合共過百（107個）的球員之一。
他是ATP有正式世界排名以來首位世界排名第一球員（1973年的ATP單打年終排名第一，世界排名第一由1973年8月23日電腦排名開始實施直至1974年6月2日）。他也是首位贏得超過100萬美元獎金的歐洲球員。他在职业生涯取得奖金共2,076,761美元。
在公開賽年代（Open Era）之前，他已參加巡迴賽。1966年，他和他的網球老師伊翁·提里亞克搭檔獲得法網男子雙打亞軍，引起了國際網球界的關注，他被認為是一顆新星。
公開賽年代以來，他共奪得巡迴賽62個單打冠軍，包括1972年美網和1973年法網單打冠軍，以及四次年終大師賽冠軍。職業生涯獲得單打886勝332負。
他本身亦是一名雙打高手，是他的最佳雙打拍擋。雙打方面，他曾在公開賽年代以來奪得45個雙打冠軍，包括1970年法网、1973年温布尔登和1975年美网雙打冠軍。職業生涯獲得雙打512勝218負。
他亦曾代表羅馬尼亞出戰台維斯盃達20年（1966–1985年）之久，單、雙打共109勝37負，並在1969年、1971年、1972年三年打入世界組決賽，均敗於強大的美國隊，獲得亞軍。

## 個人行為
1977年在法國普羅旺斯埃克斯舉行的泥地賽男單決賽中，納斯塔塞以直落兩盤 (6-1, 7-5) 擊敗當時泥地46連勝的維拉斯，後被指控其使用非法球拍Spaghetti String，ATP事後亦將Spaghetti String球拍列為禁用球拍。
2017年4月，納斯塔塞在聯邦盃世界二組升降賽羅馬尼亞與英國之戰賽前接受訪問時，有媒體聊到2017年秋天塞雷娜·威廉姆斯即將臨盆生產，他對此回應「讓我們來看看孩子是什麼顏色，是巧克力牛奶色嗎？」這種具有種族歧視的話。
得知消息後，ITF發布一項聲明：「ITF不能容忍任何歧視與攻擊性的言論與行為，我們已得悉羅馬尼亞隊長伊利耶·納斯塔塞的這些言論且已開始進行調查，如此好得到全部的情況，然後採取進一步與適當的行動。」
但是納斯塔塞在之後比賽再起爭議，此為約翰娜·康塔與索拉納·克斯蒂的第2點單打第2盤，納斯塔塞先是上前對著裁判飆罵：「你到底有什麼鬼問題？」然後又當著英國隊長安妮·基奧薩馮與約翰娜·康塔罵了2個字的髒話。
2017年5月，納斯塔塞被國際網球總會判處禁賽。

## 大满贯

### 男單

#### 冠軍（2）
| 年份 | 比賽 | 場地 | 決賽對手     | 對手國籍 | 勝方比分                |
| ---- | ---- | ---- | ------------ | -------- | ----------------------- |
| 1972 | 美网 | 草地 | 亞瑟·阿什    | 美國     | 3-6, 6-3, 6-7, 6-4, 6-3 |
| 1973 | 法网 |      | Nikola Pilic | 南斯拉夫 | 6-3, 6-3, 6-0           |

#### 亞軍（3）
| 年份 | 比賽   | 場地 | 決賽對手 | 對手國籍     | 勝方比分                |
| ---- | ------ | ---- | -------- | ------------ | ----------------------- |
| 1971 | 法网   |      | 科德斯   | 捷克斯洛伐克 | 8-6, 6-2, 2-6, 7-5      |
| 1972 | 溫布頓 | 草地 | 史密斯   | 美國         | 4-6, 6-3, 6-3, 4-6, 7-5 |
| 1976 | 溫布頓 | 草地 | 博里     | 瑞典         | 6-4, 6-2, 9-7           |

### 男雙冠軍（3）
| 年份 | 比賽   | 場地 | 搭檔                   | 決賽對手                                        | 勝方比分                 |
| ---- | ------ | ---- | ---------------------- | ----------------------------------------------- | ------------------------ |
| 1970 | 法网   |      | 提里亞克 （ 羅馬尼亞） | 亞瑟·阿什（ 美國） 查理·帕薩爾（ 美國）         | 6-2, 6-4, 6-3            |
| 1973 | 溫布頓 | 草地 | 康諾斯 （ 美國）       | John Cooper（ 澳洲） Neale Fraser （ 澳洲）     | 3-6, 6-3, 6-4, 83-9, 6-1 |
| 1975 | 美网   | 泥地 | 康诺尔斯 （ 美國）     | 歐凱爾（Tom Okker）（ 荷蘭） 马蒂·里森（ 美國） | 6-4, 7-6                 |

### 混雙冠軍（2）
| 年份 | 比賽   | 場地 | 搭檔               | 決賽對手                                     | 勝方比分      |
| ---- | ------ | ---- | ------------------ | -------------------------------------------- | ------------- |
| 1970 | 溫布頓 | 草地 | 卡萨尔斯 （ 美國） | 梅特雷维里（ 苏联） Olga Morozova（ 苏联）   | 6-3, 4-6, 9-7 |
| 1972 | 溫布頓 | 草地 | 卡萨尔斯 （ 美國） | Ken Warwick（ 澳大利亚） 古拉贡（ 澳大利亚） | 6-4, 6-4      |

## ATP年终赛

### 冠軍（4）
| 年份 | 舉行地點       | 決賽對手 | 對手國籍 | 勝方比分                |
| ---- | -------------- | -------- | -------- | ----------------------- |
| 1971 | 法國巴黎       | 史密斯   | 美國     | 5-7, 7-6, 6-3           |
| 1972 | 西班牙巴塞罗那 | 史密斯   | 美國     | 6-3, 6-2, 3-6, 2-6, 6-3 |
| 1973 | 美國波士頓     | 歐凱爾   | 荷蘭     | 6-3, 7-5, 4-6, 6-3      |
| 1975 | 瑞典斯德哥爾摩 | 博里     | 瑞典     | 6-2, 6-2, 6-1           |

### 亞軍（1）
| 年份 | 舉行地點 | 決賽對手 | 對手國籍 | 勝方比分           |
| ---- | -------- | -------- | -------- | ------------------ |
| 1974 | 墨爾本   | 維拉斯   | 阿根廷   | 7-6, 6-2, 3-6, 6-4 |

## ATP巡迴賽

### 單打

#### 冠軍（63）
- 1969年 (2) - 丹佛、哥倫比亞巴蘭幾亞
- 1970年 (2) - 意大利公開賽（羅馬）、美國馬利蘭州梳士巴利
- 1971年 (8) - 美國內布拉斯加州奧馬哈、美國維珍尼亞州里士满、美國維珍尼亞州翰普顿、尼斯、蒙特卡洛、瑞典公開賽（巴斯塔德）、溫布利（前溫布萊職業錦標賽）、年終大師賽
- 1972年 （页面存档备份，存于） (12) - 美國巴爾的摩、奧馬哈、蒙特卡洛、馬德里、尼斯、杜塞尔多夫、蒙特利尔、美網 <草地>、美國南橙郡、西雅圖、倫敦、年終大師賽
- 1973年 （页面存档备份，存于） (16) - 奧馬哈、卡爾加里、華盛頓室內賽、巴塞罗那、蒙特卡洛、馬德里、佛羅倫斯、法網、意大利公開賽（羅馬）、女王杯、瑞士公開賽（格斯塔德）、辛辛纳提、巴塞罗那-2、巴黎室內賽、年終大師賽、牙買加京士頓
- 1974年 (8) - 里士满 WCT、華盛頓 WCT、英國般尼茅夫、美國新澤西州罗汗柏林、馬德里、巴塞罗那
- 1975年 (5) - 巴塞罗那、瓦伦西亚、馬德里、南橙郡、年終大師賽
- 1976年 (6) - 亞特蘭大 WCT、梳士巴利、百事大滿貫、美國加州拉科斯塔、檀香山 WCT Avis 挑戰盃、南橙郡、 希爾頓 WITC、 希爾頓 WITC
- 1977年 (3) - 墨西哥城 WCT、法國普罗旺斯埃克斯、拉斯維加斯 WCT 挑戰盃
- 1978年 (2) - 休斯敦WCT 挑戰盃、牙買加蒙特

#### 亞軍（40）
- 1968年 (1) - 帕廖利
- 1969年 (1) - 斯德哥爾摩公開賽
- 1970年 (2) - 漢堡、布魯塞爾
- 1971年 (5) - 美國喬治亞州梅肯、馬德里、法網、布魯塞爾、布宜諾斯艾利斯
- 1972年 (4) - 梳士巴利、漢普頓、溫布頓、瑞典公開賽（巴斯塔德）
- 1973年 (3) - 漢普頓、般尼茅夫、倫敦
- 1974年 (5) - 多倫多 WCT、漢普頓、蒙地卡羅 WCT、意大利公開賽（羅馬）、年終大師賽
- 1975年 (4) - 巴塞爾、美國亞利桑那州杜桑市、美國肯塔基州路易維爾、蒙特利爾/多倫多
- 1976年 (7) - 巴爾的摩、漢普頓、委內瑞拉卡拉卡斯 WCT、斯德哥爾摩 WCT、諾丁漢、溫布頓、香港
- 1977年 (2) - 鹿特丹、美國維珍尼亞海灘
- 1978年 (3) - 侯斯頓 WCT、美國森林山 WCT、巴塞羅拿
- 1979年 (1) - 美國俄亥俄州克里夫蘭
- 1981年 (2) - 尼斯、博洛尼亞

### 雙打冠軍（45）
- 1970年 (4) - 辛辛纳提、費城 WCT、法網、意大利公開賽（羅馬）
- 1971年 (3) - 布宜諾斯艾利斯、翰普顿、蒙特卡洛
- 1972年 (6) - 漢堡、馬德里、翰普顿、肯薩斯城、蒙特利尔、意大利公開賽（羅馬）
- 1973年 (10) - 南橙郡、斯德哥爾摩、温布尔登、卡爾加里、蒙特卡洛、巴黎室內賽、翰普顿、梳士巴利、巴塞罗那、馬德里
- 1974年 (4) - 印第安納波利斯（RCA錦標賽）、倫敦、巴塞罗那、般尼茅夫
- 1975年 (4) - 梳士巴利、南橙郡、美網 <绿土>、馬德里
- 1976年 (1) - 斯德哥爾摩 WCT
- 1977年 (4) - 休斯敦 WCT、倫敦 WCT、聖路易 WCT、普罗旺斯埃克斯
- 1979年 (5) - 辛辛纳提、美國萨拉索塔、亞特蘭大、特拉维夫、蒙特卡洛
- 1981年 (3) - 巴塞爾、南錫、巴黎室內賽
- 1985年 (1) - 特拉维夫

## 40週ATP單打世界排名第一
| 球王任期                     | 前任球王 | 繼任球王 | 連續週數 | 累積週數 |
| ---------------------------- | -------- | -------- | -------- | -------- |
| 1973年8月23日 - 1974年6月2日 | -        | 紐康姆   | 40週     | 40週     |

## 外部連結
- Ilie Nastase | International Tennis Hall of Fame （英文）
- ATP官方網頁納斯塔塞資料（页面存档备份，存于）
- 伊利耶·納斯塔塞的國際網球總會 職業／青少年 官方資料（英文）
- 伊利耶·納斯塔塞的官方資料（英文）